# Поселення Пробіжна II
Поселення Пробіжна II — щойно виявлена пам'ятка археології в Чортківському районі Тернопільської області.
Внесено до Переліку щойновиявлених об'єктів культурної спадщини (охоронний номер 1889).

## Відомості
Розташована в південній частині села, по лівому березі річки Нічлава.
У 2012 році поселення обстежував А.Чокан, М.Строцень, С.Грабовий. Під час обстеження пам’ятки виявлено старожитності черняхівської культури.